# اليشيا ساكرامون
أليسيا ماري ساكرامون كوين (بالإنجليزية: Alicia Sacramone) هي لاعبة جمباز فني أمريكية متقاعدة، حصلت على الميدالية الفضية للسيدات مع المنتخب الأمريكي للجمباز للسيدات في دورة الألعاب الأولمبية الصيفية ببكين 2008. وهي بطلة العالم لعام 2010 في القفز. بإجمالي (11) بطولة وميدالية أولمبية عالمية، ساكرامون هي رابع أكثر لاعبة جمباز أمريكية تتويجًا، خلف سيمون بيلز(30)، شانون ميلر(16)، ناستيا ليوكين(14).

## سنواتها الأولى
ولدت أليسيا في بوسطن في 3 ديسمبر 1987، من والدها فريد أخصائي تقويم أسنان، ووالدتها جيل ساكرامون، مصففة شعر وصاحبة صالون وهي من أصل إيطالي. ولدى أليسيا أخ أكبر، جوناثان. تخرجت من مدرسة وينشستر الثانوية عام 2006.
بدأت دراسة الرقص في سن الخامسة وبدأت الجمباز بعد ذلك بثلاث سنوات، في عام 1996. تدربت مع ميهاي وسيلفيا بريستيان في نادٍ يُدعى «الجمباز والمزيد»، وتابعتهم عندما افتتحوا منشأة خاصة في أشلاند، ماساتشوستس. خدم بريستيانز كمدرب لأليسيا لبقية حياته المهنية.
بدأت أليسيا المنافسة على المستوى المحترف في عام 2002 وتولت المنتخب الوطني لأول مرة في عام 2003.

## سنوات الاحتراف

### 2003–2004
في البطولات الوطنية لعام 2003، احتلت ساكرامون المركز الرابع عشر في جميع المسابقات، وفازت بميدالية برونزية في الحركات الأرضية، واحتلت المركز الرابع في القفز، وحصلت على مقعد مع فريق المنتخب الوطني. في وقت لاحق من هذا العام، شاركت في أول مسابقة دولية لها كمحترفة، في «كأس ماسيليا جيم» في مرسيليا، فرنسا، حيث احتلت المركز الرابع في الـحركات الأرضية والتاسع في القفز.
وفي عام 2004، ساعدت ساكرامون الولايات المتحدة في الفوز بميدالية ذهبية للفريق في بطولة المحيط الهادئ في هونولولو وفازت بلقب القفز الفردي. لفتت عروضها انتباه وسائل الإعلام التي بدأت تذكرها كبطلة للمنتخب الأمريكي في أولمبياد 2004 في أثينا. ومع ذلك في بطولة الولايات المتحدة لعام 2004، حطم الأداء المليء بالأخطاء آمالها في الطريق الأولمبي. على الرغم من أنها تعادلت مع موهيني بهاردواج للحصول على الميدالية الفضية في القفز، واحتلت المركز التاسع عشر بشكل عام ولم تتأهل إلى المسابقات الأولمبية. كما أصيبت في ظهرها واحتاجت إلى إجازة لتتعافى.
واصلت أليسيا المنافسة في أواخر عام 2004 كعضو في المنتخب الوطني وتم تعيينها في العديد من المنافسات الدولية، بما في ذلك بطولة عموم أمريكا للصنف الفردي، حيث فازت بألقاب حركات القفز والأرضية. في نهائيات كأس العالم في برمنغهام بإنجلترا، جذبت انتباه وسائل الإعلام مرة أخرى عندما أزعجت بطلة القفز الأولمبي مونيكا روشو الرومانية لتحتل المركز الأول في هذا الحدث.

## روابط خارجية
- اليشيا ساكرامون على موقع الاتحاد الدولي للجمباز (licence) (الإنجليزية)
- اليشيا ساكرامون على موقع الاتحاد الدولي للجمباز (biography) (الإنجليزية)
- اليشيا ساكرامون على موقع الاتحاد الأمريكي للجمباز (الإنجليزية)
- اليشيا ساكرامون على موقع اللجنة الأولمبية الدولية (الإنجليزية)
- اليشيا ساكرامون على موقع أوليمبيديا (الإنجليزية)
- اليشيا ساكرامون على موقع اللجنة الأولمبية والبارالمبية الأمريكية (الإنجليزية)